# Roberto Grau
Roberto Gabriel Grau (Buenos Aires, 18 de març de 1900 - 12 d'abril de 1944), fou un jugador d'escacs argentí, i una figura clau dels escacs del seu país.

## Biografia i resultats destacats en competició
Va aprendre a jugar de molt petit a través del seu pare, qui era aficionat al joc. Va començar a competir als 15 anys, aconseguint ràpidament ascendir fins a la primera categoria.
El 1921 va guanyar el Torneig Internacional de Carrasco, Uruguai, i fou tercer al Torneig Nacional de 1922 organitzat pel Club Argentí d'Escacs. Va ser Campió Nacional de l'Argentina en cinc ocasions i representant olímpic del país a les Olimpíades d'escacs de París (1924), Londres (1927), la Haia (1928), Varsòvia (1935), Estocolm (1937) i Buenos Aires (1939).

## Escriptor i periodista d'escacs
A més de jugador va ser periodista i va dirigir revistes especialitzades, com "El Ajedrez Americano" i "Ajedrez Argentino", i va tenir també al seu càrrec la secció "Frente al Tablero" al diari La Nación de Buenos Aires i "Entre las Torres" a la revista Leoplán.
Grau és també l'autor del llegendari «Tractat general d'Escacs», sense cap dubte la més completa obra escrita en castellà sobre el tema, formada per 4 volums i que ha estat traduïda a nombrosos idiomes. Encara avui, malgrat els anys transcorreguts des de la primera edició, és un tractat de referència per a molts aficionats que volen aprendre i perfeccionar-se en els escacs.
- Tom I Rudiments
- Tom II Tàctica
- Tom III Formacions de peons
- Tom IV Estratègia superior

## D'altres activitats en el món dels escacs
Va ser fundador del Cercle d'Escacs de Buenos Aires i de la Federació Argentina d'Escacs. També va ser assistent d'Aleksandr Alekhin en el seu matx pel campionat del món contra José Raúl Capablanca disputat a Buenos Aires el 1927.
Al congrés realitzat el 1937 a Estocolm, va aconseguir la seu de Buenos Aires per a l'olimpíada de 1939. Aquest torneig es va dur a terme al Teatre Politeama de la capital Argentina amb la participació dels millors jugadors dels escacs mundials de l'època; aquest esdeveniment va tenir més transcendència que el mer fet esportiu, ja que durant el seu transcurs va esclatar a Europa la Segona Guerra Mundial, cosa que va canviar el destí de molts jugadors que no van poder tornar als seus països d'origen. El cas més notable va ser el de Miguel Najdorf, polonès de naixement, que es va establir a l'Argentina i va esdevenir la figura més important dels escacs en la segona meitat del segle xx en aquest país.